# Si-an Deng
Si-an Deng (* 25. Juni 1963 in Shanghai) ist eine kanadische Badmintonspielerin chinesischer Herkunft. 

## Karriere
Si-an Deng nahm 1996 im Damendoppel und im Mixed an Olympia teil. In beiden Disziplinen wurde sie dabei 17. 1995 wurde sie Panamerikameisterin. Bei den Panamerikaspielen des gleichen Jahres gewann sie einmal Gold und zweimal Silber.

## Sportliche Erfolge
| Saison | Veranstaltung                 | Disziplin   | Platz | Name                       |
| ------ | ----------------------------- | ----------- | ----- | -------------------------- |
| 1990   | Kanada: Einzelmeisterschaften | Damendoppel | 1     | Si-an Deng / Doris Piché   |
| 1990   | Kanada: Einzelmeisterschaften | Dameneinzel | 1     | Si-an Deng                 |
| 1991   | Kanada: Einzelmeisterschaften | Mixed       | 1     | Anil Kaul / Si-an Deng     |
| 1991   | Kanada: Einzelmeisterschaften | Damendoppel | 1     | Claire Sharpe / Si-an Deng |
| 1992   | Kanada: Einzelmeisterschaften | Mixed       | 1     | Anil Kaul / Si-an Deng     |
| 1993   | Kanada: Einzelmeisterschaften | Damendoppel | 1     | Denyse Julien / Si-an Deng |
| 1993   | Kanada: Einzelmeisterschaften | Dameneinzel | 1     | Si-an Deng                 |
| 1995   | Panamerikaspiele              | Damendoppel | 1     | Denyse Julien / Si-an Deng |
| 1995   | Kanada: Einzelmeisterschaften | Damendoppel | 1     | Si-an Deng / Denyse Julien |